# Hobo

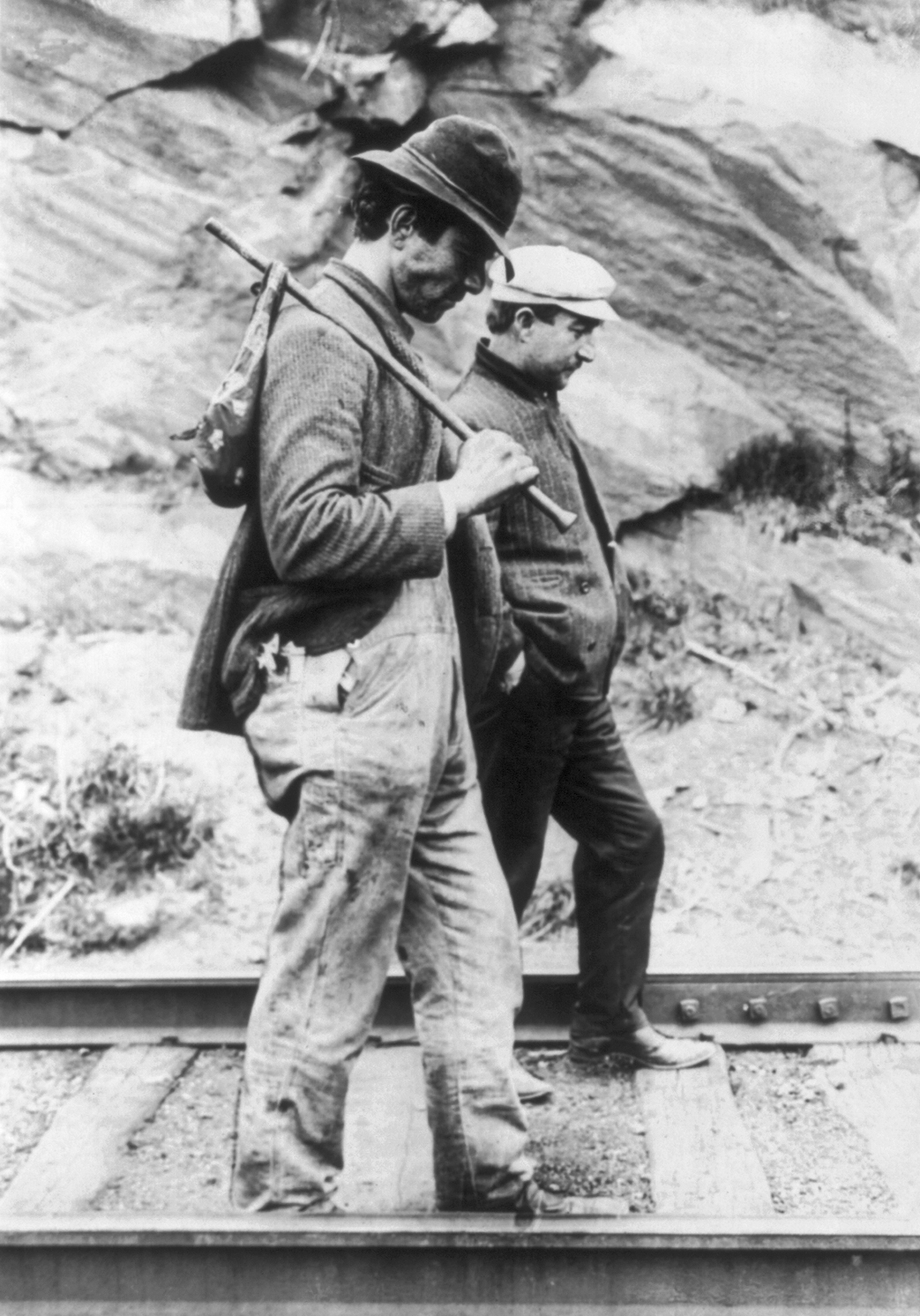
Dwaj hobo idący wzdłuż torów kolejowych

Hobo – wędrowny pracownik, często bezdomny, nie posiadający żadnego majątku. Termin wywodzi się ze wschodnich terenów Stanów Zjednoczonych, z ostatniej dekady XIX wieku. W przeciwieństwie do innych bezdomnych (w tradycji amerykańskiej określanych jako tramps czy bums), hobo podróżował od miasteczka do miasteczka w poszukiwaniu jednodniowej pracy w zamian za nocleg i kolację. Często na taki styl życia decydowali się dobrowolnie, gdy nic nie trzymało ich w miejscu.
Filozofia ta była elementem południowego i wschodniego folkloru amerykańskiego i chętnie czerpali z niej tacy muzycy jak Woody Guthrie czy Bob Dylan.
Hobo byli częstymi „pasażerami na gapę” w dobrze rozwiniętym już wtedy transporcie kolejowym.